# Orthoamblystegium longinerve
Orthoamblystegium longinerve là một loài Rêu trong họ Leskeaceae. Loài này được (Cardot) Toyama mô tả khoa học đầu tiên năm 1937.